# 完颜昌
完颜昌（？—1139年），本名撻懶，金穆宗完顏盈歌之子，金朝史官完颜勗之兄。历任金朝第一次伐北宋六部路都統、金朝第二次伐北宋元帥左監軍、右副元帥、左副元帥、魯國王。1129年后，因看到南宋军力快速上升，所率金军屡次被击败，而逐渐成为金朝「主和派」大臣之一，天眷二年因政争失败，被金熙宗贬往行台（中京），不久下詔誅杀，完颜昌听到消息后欲南逃，在祁州被主战派完颜宗弼（兀朮）派人追上杀死。吕颐浩对他们的评价，是完颜昌“有谋而怯战”，完颜宗弼“乏谋而粗勇”。

## 早期伐辽
完颜宗翰襲遼天祚帝於鴛鴦濼，遼都統馬哥奔搗里，完颜昌收其群牧。完颜宗翰使完颜昌追擊之，不及，獲遼樞密使得里底及其子磨哥、那野以還。太祖自將襲遼主於大魚濼，留輜重於草濼，使完颜昌、牙卯守之。奚路兵官渾黜不能安輯其眾，遂以完颜昌為奚六路軍帥鎮之。習古乃、婆盧火護送常勝軍及燕京豪族工匠自松亭關入內地，上戒之曰：「若遇險厄，則分兵以往。」習古乃、婆盧火乃合於完颜昌。
久之，討劾山速古部奚人。奚人據險戰，殺且盡，速古、啜里、鐵尼十三砦皆平之。詔曰：「朕以奚路險阻，經略為難，命汝往任其事，而克副所托，良用嘉歎。今回離保部族來附，餘眾奔潰，無能為已。比命習古乃、波盧火獲送降人，若遇險阻，即分兵以行，餘眾悉與汝合。降詔二十，招諭未降，汝當審度其事，從宜處之。」其後撫定奚部及分南路邊界，表請設官鎮守。上曰：「依東京渤海列置千戶、謀克。」
遼外戚遙輦昭古牙部族在建州，斜野襲走之，獲其妻孥及官豪之族。完颜昌複擊之，擒其隊將曷魯燥、白撒葛，殺之，降民戶千餘，進降金源縣。詔增賜銀牌十。又降遙輦二部，再破興中兵，降建州官屬，得山砦二十，村堡五百八十。阿忽複敗昭古牙，降其官民尤多。昭古牙勢蹙亦降，興中、建州皆平。詔第將士功賞，撫安新民。
完颜昌請以遙輦九營為九猛安。上以奪鄰有功，使領四猛安，昭古牙仍為親管猛安。五猛安之都帥，命完颜昌擇人授之。完颜昌與劉彥宗舉蕭公翊為興中尹，郡府各以契丹、漢官攝治，上皆從之。

## 伐北宋
及完颜宗翰、完颜宗望伐宋，完颜昌為六部路都統。完颜宗望已受宋盟，軍還，完颜昌乃歸中京。
天會四年（1126年）八月，複伐宋。閏十一月，完颜宗翰、完颜宗望軍皆至汴州。完颜昌、阿里刮破宋兵二萬於杞，覆其三營，獲京東路都總管胡直孺及其二子與南路都統制隋師元及其三將，遂克拱州，降寧陵，破睢陽，下亳州。宋兵來複睢陽，又擊走之，擒其將石瑱。
宋二帝已降，大軍北還，完颜昌為元帥左監軍，徇地山東，取密州。迪虎取單州，完颜昌取巨鹿，阿里刮取宗城，迪古不取清平、臨清，蒙刮取趙州，阿里刮徇下浚、滑、恩及高唐，分遣諸將趣磁、信德，皆降之。劉豫以濟南府降，詔以豫為安撫使，治東平，完颜昌以左監軍鎮撫之，大事專決焉。

## 和南宋从征战转向议和
1130年九月，金朝册封刘豫为“子皇帝”，国号“齐”，定都原宋朝的北京大名府，后迁都开封府，将河南及其东西一带划归齐管辖。刘豫开始为完颜昌所推荐，但能被立为齐皇帝一事主要以金太宗、完颜宗翰和高庆裔三人为后台。
1130年金朝南侵，左监军完颜昌负责淮南战场，和完颜宗弼商定会师攻打楚州（治山阳，今江苏淮安市），杀宋将薛庆，攻占了扬州和承州（治高邮，今江苏高邮市），包围楚州。宋将岳飞听说楚州被金军围困，急忙领轻骑渡江，在八月二十六日夜里直达泰州城下欲救楚州，但刘光世等均未跟进，岳飞击败并杀死高大保、俘虏阿主里孛堇等人后被迫后撤。九月中旬，楚州镇抚使赵立被炮石打碎头颅而死。九月下旬，金兵冲入楚州城和楚州军民巷战，终于攻克楚州。由于赵立的抗战态度，楚州保卫战的激烈抵抗是少有的，可以和靖康年间王禀的太原保卫战和同在建炎年间的西部陕州保卫战相提并论。
楚州失守后，完颜昌转攻屯泊北神镇的李彦先部，属下金兵在淮水中包围了李彦先的座船，李彦先全家殉难。完颜昌又南下向承州附近的岳飞进攻，岳飞接到宋高宗退守通州和泰州的诏书，在柴墟镇（在今江苏省泰兴县）杀退完颜昌的陆上追兵。在水上，完颜昌占领泰州和通州后，急于消灭驻扎兴化县缩头湖的张荣的抗金民军。绍兴元年(1131年)三月，完颜昌率领六千多水军用大战舰作前导攻张荣水寨，张荣只有几十只小船，但他认为：「无虑也，金人止有战舰数只在前，余皆小舟，方水退，隔泥淖，不能触岸。我舍舟而陆，杀棺材中人耳！」引诱金兵陷入泥淖，不能自拔。张荣军大胜，金将完颜忒里被杀，完颜昌的女婿、万夫长浦察鹘拔鲁被俘。张荣乘胜克复泰州、楚州，完颜昌一直撤至淮河以北。淮东路大部分州县又重归宋朝。这场战役是南宋立国后空前的大捷，缩头湖后来也因而改名为「得胜湖」。
此时，金朝北方占领区起义不断。南伐方面，完颜宗弼先已在江南败于韩世忠和岳飞，完颜昌又败于淮东，西路渡回江北的金军也在汝州宝丰县(今河南宝丰县)被宋将牛皋部打败，金将耶律马五被俘虏。某些女真贵族开始转变策略，金朝的“以和议佐攻战，以僭逆诱叛党”的策略开始在内部权力斗争中体现。左副元帅完颜宗翰当时实权过大，金太宗有时反须听命于这个晚辈（宗翰为其堂兄撒改之长子），于是扶植“三太子”右副元帅完颜宗辅，元帅左监军完颜昌和后升元帅左都监的“四太子”完颜宗弼三人与之抗衡。其中完颜宗翰和完颜宗弼对宋是主战派，而完颜昌则是主和派。
完颜昌在立齐政权的同时，又放秦桧归宋。秦桧在宋钦宗时任御史中丞等官，曾反对割地而主战，反对金人立张邦昌为帝，故被金军强令北上。在其它宋朝北上官员流放到广宁府（即辽之显州，治广宁，今辽宁北镇县）时，惟独秦桧由金太宗赐给完颜昌而留在燕山府。秦桧在完颜昌属下充当“任用”，后升为“参谋军事”。完颜昌1130年攻打楚州时，秦桧为完颜昌写过劝降书。1130年十月，完颜昌攻破楚州后不久，即将秦桧放归南宋。秦桧一见宋高宗，便提议同金讲和，宋高宗“喜而不寐”。关于秦桧的南归，他自己说是「杀监己者奔舟而归」。但绍兴初年做过宰相的朱胜非在《秀水闲居录》中说：「秦桧随敌北去，为大帅达赉(撻懶，即完颜昌)任用，至是与其家得归。桧，王氏婿也。王仲山有别业在济南，金为取千缗其行，然全家来归，婢仆亦无损，人知其非逃归也。」
天會十二年（1134年）九月，齐刘豫出兵伐宋，扬言要“直捣僭垒，务使六合混一”。金军由左副元帅宗辅、刚升任的右副元帅完颜昌和元帅左都监完颜宗弼的统率下，配合由刘豫之子刘麟指挥齐军，在九月下旬分路渡过淮河攻南宋。刘光世不战退兵江南，将整个淮南西路相让。张俊主张划长江而守，“当聚天下兵守平江，俟贼退，徐为之计”，以“坠马伤臂”为藉口，拒不出兵渡长江攻击金军和齐军。宋丞相赵鼎派人监督张俊发兵，并奏请严惩张俊，但不了了之。结果，几路宋军全部防守于江南，张俊军守常州，韩世忠军守镇江府，刘光世军守建康府。长江北面的庐州(治合肥，今安徽合肥市)知州、兼淮南西路安抚使仇悆拒绝执行其上级刘光世的命令逃跑，刘光世派统制张琦来问罪，仇悆说：「若辈无守土责，吾当以死殉国！寇未至而逃，人何赖焉！」张琦只好作罢。仇悆以召募来的庐州和寿州(治下蔡，今安徽凤台县)守军几百人和二千乡兵几次打退齐攻势。十二月，刘麟又增兵攻打，完颜宗弼亲自为后继，所幸4年前已独立成建制的“岳家军”由鄂州赶到，统制徐庆和牛皋先胜一仗，岳飞后亲自赶到击败齐军，解了庐州之围。此时，金太宗病危将死，完颜宗辅、完颜昌和完颜宗弼撤兵。齐攻势瓦解。
天會十三年（1135年）夏，左副元帅完颜宗辅去世，右副元帅完颜昌和元帅左监军完颜宗弼成为最有军权的将领。
天會十四年（1136年）六月，高慶裔、劉思有罪伏誅。七月，完颜宗翰死。此时刘豫原来的后台金太宗、完颜宗翰和高慶裔三人均已死。最早扶植刘豫的完颜昌痛恨刘豫背弃自己另投新主，开始倾向废除齐，直接和宋议和。
天會十五年（1137年），完颜昌升為左副元帥，封魯國王。左副元帅完颜昌和金太宗长子完颜宗磐，金太祖子完颜宗隽等主和派把持朝政。八月八日，宋将郦琼发动「淮西兵变」，带领全军四万余人投降齐。金国反而急令解散这四万人马，表面理由是防止诈降，其实是完颜昌将刘豫视为完颜宗翰的残余势力，为制止刘豫扩充军力而废郦琼军。十一月，左副元帥完颜昌和右副元帅完颜宗弼两个最高金军统帅，假称助刘豫攻宋，率兵到开封府正式废除齐政权，廢刘豫為蜀王，还声称要宋钦宗回开封当傀儡皇帝。宋高宗派遣的迎奉梓宫使王伦到达开封，求河南、陝西地於完颜昌。完颜昌对王伦说：「好报江南(金方不用宋的国号)，既道途无壅，和议自此平达。」

## 和南宋议和及被杀
1138年，完颜昌回到金朝上京，倡議以原来的齊舊地送给南宋。金熙宗命群臣議，正好東京留守完颜宗雋也來朝，與完颜昌合力，压倒了完颜宗幹、完顏宗憲、完颜昌的弟弟完颜勗等人的爭议。完颜宗雋说：「我以地與宋，宋必德我。」完顏宗憲争辩说：「我俘宋人父兄，怨非一日。若複資以土地，是助仇也，何德之有。勿與便。」完颜勗亦以為不可。下朝后，完颜昌責备完颜勗说：「他人尚有從我者，汝乃異議乎。」完颜勗说：「苟利國家，豈敢私邪。」这時太宗長子完颜宗磐為宰相，位在完颜宗幹之上，完颜昌、完颜宗雋附议完颜宗磐，以河南、陝西地还给宋。
因为金太宗若徇私把勃极烈制度早点废除，则完颜宗磐本来可以当太子。结果金太宗没有这么做，把皇位留给了金熙宗。金熙宗上台后不久把兄终弟及的勃极烈制度废除，引起完颜宗磐不满。完颜宗磐跋扈尤甚，完颜宗雋為丞相，完颜昌持兵柄，三人合谋有狀。完颜宗磐、完颜宗雋被杀，詔以完颜昌屬尊，有大功，因釋不問，出為行台尚書左丞相，手詔慰遣。完颜昌至燕京，更加驕肆不法，又與翼王完颜鶻懶謀反，而且金朝議漸知其当初和宋秦桧等通气而倡議割河南、陝西之地。主战派完颜宗弼請复取河南、陝西。因为正好有人上告说完颜昌谋反，熙宗乃下詔誅杀完颜昌。完颜昌自燕京南走，追而殺之于祁州，並殺翼王及宗人活離胡土、完颜昌二子完颜斡帶、完颜烏達補。

## 延伸阅读
[在维基数据编辑]
 《金史·卷77》，出自脱脱《遼史》
 《金史/卷66》，出自脱脱《遼史》